# 24h Le Mans 1926
24h Le Mans 1926 – 4. edycja długodystansowego wyścigu 24h Le Mans. Wyścig odbył się w dniach 12–13 czerwca 1926, udział w nim wzięło 82 kierowców z 3 państw.

## Informacje
| Statystyki                  | Statystyki                  |
| --------------------------- | --------------------------- |
| Długość okrążenia           | 17,262 km                   |
| Dystans wyścigu             | 2552,414 km                 |
| Średnia prędkość            | 106,350 km/h                |
| Przewaga lidera             | 18,882 km                   |
| Najszybsze okrążenie        | Gérard de Courcelles (9:03) |
| Kierowcy według narodowości |                             |
| Francja                     | 71                          |
| Wielka Brytania             | 6                           |
| Włochy                      | 5                           |
| Łącznie                     | 82                          |

## Wyniki wyścigu
| Poz.  | Klasa | Nr | Zespół                                 | Kierowcy                                 | Samochód                    | Silnik                    | Okrążenia |
| ----- | ----- | -- | -------------------------------------- | ---------------------------------------- | --------------------------- | ------------------------- | --------- |
| 1     | 5.0   | 6  | –                                      | Robert Bloch André Rossignol             | Lorraine-Dietrich B3-6      | Lorraine-Dietrich 3.4L I6 | 147       |
| 2     | 5.0   | 5  | –                                      | Gérard de Courcelles Marcel Mongin       | Lorraine-Dietrich B3-6      | Lorraine-Dietrich 3.4L I6 | 146       |
| 3     | 5.0   | 4  | –                                      | „Stalter” Édouard Brisson                | Lorraine-Dietrich B3-6      | Lorraine-Dietrich 3.4L I6 | 139       |
| 4     | 2.0   | 17 | Officine Meccaniche (O.M.)             | Ferdinando Minoia Giulio Foresti         | O.M. Tipo 665 Superba       | O.M. 2.0L I6              | 134       |
| 5     | 2.0   | 18 | Officine Meccaniche (O.M.)             | Mario Danieli Tino Danieli               | O.M. Tipo 665 Superba       | O.M. 2.0L I6              | 131       |
| 6     | 2.0   | 27 | –                                      | Pierre Tabourin Auguste Lefranc          | Théo Schneider 25SP         | Théo Schneider 2.0L I4    | 118       |
| 7     | 2.0   | 21 | –                                      | Aimé Nezeloff Jean Lasalle               | Rolland-Pilain C23          | Rolland-Pilain 2.0L I4    | 117       |
| 8     | 1.5   | 37 | Etablissements Henri Precioux (E.H.P.) | Henri de Costier Pierre Bussienne        | E.H.P. DS                   | C.I.M.E. 1.2L I4          | 111       |
| 9     | 1.1   | 46 | –                                      | Georges Casse André Rousseau             | Salmson GS                  | Salmson 1.1L I4           | 110       |
| 10    | 1.5   | 33 | –                                      | Jean Errecaldé André Galoisy             | Corre La Licorne W16        | Corre 1.4L I4             | 109       |
| 11    | 1.1   | 42 | –                                      | André Marandet Gonzaque Lécureul         | S.A.R.A. BDE                | S.A.R.A. 1.1L I4          | 108       |
| 12    | 1.1   | 43 | –                                      | Gaston Duval Henri Armand                | S.A.R.A. BDE                | S.A.R.A. 1.1L I4          | 104       |
| 13    | 1.1   | 49 | –                                      | Fernand Gabriel Louis Paris              | Ariès 5-9 Sup CV            | Ariès 1.0L I4             | 101       |
| 14 NS | 2.0   | 20 | –                                      | Gaston Delalande Louis Sire              | Rolland-Pilain C23          | Rolland-Pilain 2.0L I4    | 109       |
| 15 NS | 1.5   | 35 | –                                      | „Van Cuyck” Roger Camuzet                | Ravel 9CV                   | Ravel 1.5L I4             |           |
| 16 NS | 1.5   | 30 | –                                      | Léon Molon Lucien Molon                  | Jousset M1                  | Jousset 1.5L I4           | 101       |
| 17 NU | 3.0   | 7  | Bentley Motors Ltd.                    | Dr. Dudley Benjafield Sammy Davis        | Bentley 3 Litre Speed Model | Bentley 3.0L I4           | 138       |
| 18 NU | 3.0   | 15 | Willys-Overland Co.                    | „Deprez” Maurice Dumont                  | Overland 93 Six             | Overland 2.8L I6          | 117       |
| 19 NU | 2.0   | 25 | –                                      | Robert Gautier Pierre Clause             | Bignan                      | Bignan 2.0L I4            | 113       |
| 20 NU | 3.0   | 9  | Bentley Motors Ltd.                    | Tommy Thistlewayte Capt. R. Clive Gallop | Bentley 3 Litre Super Sport | Bentley 3.0L I4           | 105       |
| 21 NU | 2.0   | 19 | Officine Meccaniche (O.M.)             | Renato Balestrero Frédéric Thelluson     | O.M. Tipo 665 Superba       | O.M. 2.0L I6              | 94        |
| 22 DS | 5.0   | 2  | –                                      | André Boillot Louis Rigal                | Peugeot 174S                | Peugeot 3.8L I6           | 82        |
| 23 DS | 5.0   | 3  | –                                      | Louis Wagner Christian Dauvergne         | Peugeot 174S                | Peugeot 3.8L I6           | 76        |
| 24 NU | 3.0   | 8  | Bentley Motors Ltd.                    | George Duller Frank Clement              | Bentley 3 Litre Speed Model | Bentley 3.0L I4           | 72        |
| 25 NU | 3.0   | 10 | –                                      | Robert Laly Jean Chassagne               | Ariès Surbaissée 3-Litre    | Ariès 3.0L I4             | 65        |
| 26 NU | 1.5   | 29 | –                                      | René Bonneau Raymond Saladin             | Jousset M1                  | Jousset 1.5L I4           | 64        |
| 27 NU | 1.5   | 38 | Etablissements Henri Precioux (E.H.P.) | „Morac” Marcel Ballot                    | E.H.P. DS                   | C.I.M.A. 1.2L I4          | 62        |
| 28 NU | 2.0   | 26 | –                                      | Robert Poirier Antonin Fontaine          | Théo Schneider 25SP         | Théo Schneider 2.0L I4    | 61        |
| 29 NU | 1.5   | 39 | –                                      | Lionel de Marmier Jean Sachot            | Salmson DZ                  | Salmson 1.2L I4           | 54        |
| 30 NU | 2.0   | 22 | –                                      | „Stremler” Paul Chalamel                 | Rolland-Pilain C23          | Rolland-Pilain 2.0L I4    | 53        |
| 31 NU | 1.5   | 36 | –                                      | Georges Kling Pierre Rey                 | Ravel 9CV                   | Ravel 1.5L I4             | 46        |
| 32 NU | 1.5   | 34 | –                                      | Louis Abit C. Duverger                   | Ravel 9CV                   | Ravel 1.5L I4             | 45        |
| 33 NU | 1.1   | 47 | –                                      | André de Victor J. Hasley                | Salmson GS                  | Salmson 1.1L I4           | 35        |
| 34 NU | 1.5   | 28 | Etablissements Henri Precioux (E.H.P.) | Guy Bouriat Guy Dollfuss                 | E.H.P.                      | C.I.M.A. 1.5L I4          | 34        |
| 35 NU | 1.1   | 48 | –                                      | Roger Delano Edmond Closset              | Ariès                       | Ariès 1.0L I4             | 31        |
| 36 NU | 1.5   | 31 | –                                      | W. Lestienne Louis Balart                | Corre La Licorne G6         | Corre 1.5L I4             | 31        |
| 37 NU | 3.0   | 11 | –                                      | Charles Flohot Arthur Duray              | Ariès 5-8 CV 3-Litre        | Ariès 3.0L I4             | 31        |
| 38 NU | 1.5   | 32 | –                                      | Albert Colomb Fernand Vallon             | Corre La Licorne G6         | Corre 1.5L I4             | 11        |
| 39 NU | 5.0   | 1  | Willys-Overland                        | Paul Gros Paul Leduc                     | Willys 66                   | Knight 3.9L V8            | 8         |
| 40 NU | 2.0   | 24 | –                                      | Léon Derny Amedée Rossi                  | Georges Irat 4A/3           | Georges Irat 2.0L I4      | 7         |
| 41 NU | 2.0   | 23 | –                                      | Maurice Rost Emil Burie                  | Georges Irat 4A/3           | Georges Irat 2.0L I4      | 6         |
| Poz.  | Klasa | Nr | Zespół                                 | Kierowcy                                 | Samochód                    | Silnik                    | Okrążenia |

| Legenda | Legenda                       |
| ------- | ----------------------------- |
| 4       | Zwycięzcy poszczególnych klas |
| 7       | Najszybsze okrążenie          |
| 16 NS   | Niesklasyfikowani             |
| 31 NU   | Nie ukończyli                 |
| 21 DS   | Dyskwalifikacja               |